# Georges Breny

Georges Breny (1971)

Georges Breny, geboren als El Hedi Ben Abdallah (* 24. Juni 1930 in Tunis; † 16. September 2005 in Köniz, ab 1959 heimatberechtigt in La Chaux-de-Fonds) war ein Schweizer Politiker (NA).

## Leben
Georges Breny wurde als Sohn eines tunesischen Postbeamten und der Schweizerin Eugenie Breny in Tunis geboren. Seine Mutter, deren Namen er annahm, kehrte 1931 in die Schweiz zurück und liess sich in La Chaux-de-Fonds nieder. Breny besuchte die Sekundarschule und absolvierte danach eine Berufslehre als Elektromechaniker. Er war von 1958 bis 1965 als Acheveur in einer Uhrenfabrik und von 1965 bis 1993 als Tramführer in Bern tätig.
Georges Breny war Gründungsmitglied der Kantonalpartei der Nationalen Aktion im Kanton Bern. Da von Gesetzes wegen der Wohnort eines Kandidaten nicht auf den Wahllisten für den Nationalrat angegeben werden musste, setzte die NA Breny, trotz seines Wohnorts Bern, bei den Nationalratswahlen von 1971 auf die Liste des Kantons Waadt. Die Waadtländer Bevölkerung wählte ihn schliesslich in den Nationalrat, obwohl Breny dieser Kanton weitgehend unbekannt war. Am Schluss hatte er von 1971 bis 1975 Einsitz.
Sein politisches Handeln ging von einer, aus seiner Sicht, drohenden ökologischen und demografischen Katastrophe aus. Er engagierte sich als radikaler Umweltschützer und kämpfte gegen die Industrialisierung, die wirtschaftliche Expansion, gegen den Verkauf von Grundstücken an Ausländer, sowie gegen die erleichterte Einbürgerung. Als erster Parlamentarier forderte er ein Verbot für die Zerstörung der Ozonschicht durch Fluorchlorkohlenwasserstoffe.